# Михальчишина Олена Феодосіївна
Олена Феодосіївна Михальчишина (23 липня 1927, село Попівці, тепер Летичівського району Хмельницької області — ?) — українська радянська діячка, новатор сільськогосподарського виробництва, ланкова механізованої ланки колгоспу імені Куйбишева села Попівці Летичівського району Хмельницької області. Герой Соціалістичної Праці (8.04.1971). Депутат Верховної Ради УРСР 5—6-го скликання.

## Біографія
Народилася у селянській родині. Трудову діяльність розпочала у 1944 році колгоспницею колгоспу імені Куйбишева села Попівці Летичівського району Кам'янець-Подільської області.
З 1949 року — ланкова механізованої ланки колгоспу імені Куйбишева села Попівці Летичівського району Хмельницької області. Ланка Михальчишиної відзначалася вирощуванням високих врожаїв цукрових буряків.
Член КПРС.
Потім — на пенсії у селі Попівці Летичівського району Хмельницької області.

## Нагороди
- Герой Соціалістичної Праці (8.04.1971)
- два ордени Леніна (7.03.1960, 8.04.1971)
- ордени
- медаль «За доблесну працю у Великій Вітчизняній війні 1941—1945 років»
- медалі